# 避暑中心

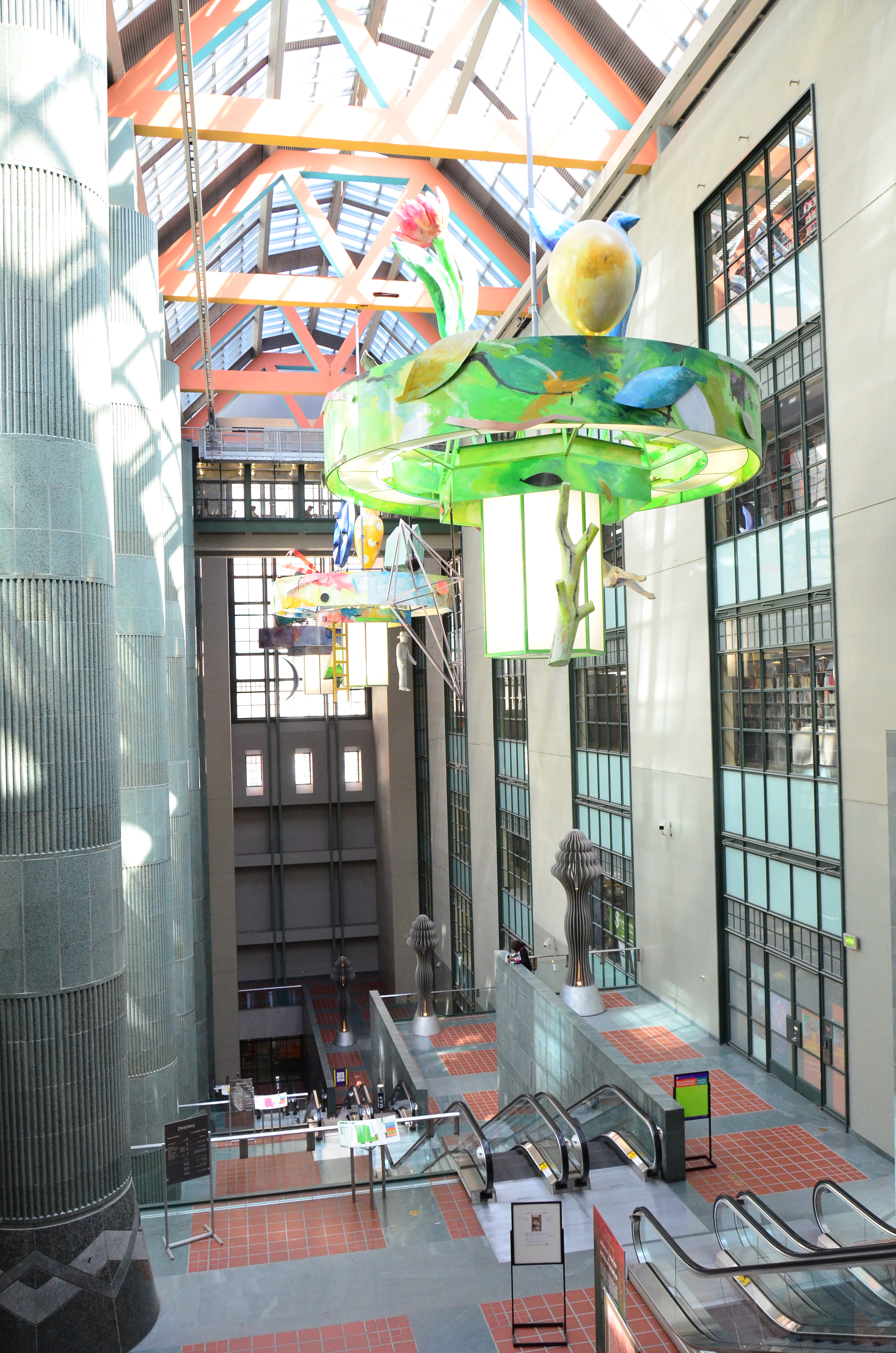
洛杉矶中央图书馆是指定的避暑中心

避暑中心（英語：Cooling center）是指一個有冷氣的公共或私人場所，用於暫時應對極端高溫天氣條件帶來的負面健康影響，比如由热浪引起的情況。避暑中心可作為緩解策略，以防止高溫、潮濕和惡劣空氣質量導致體溫過高。
随着热浪的危险日益引起公众关注，在大城市如洛杉矶、纽约市、芝加哥、波士顿和多伦多等地以及较少城市居民区域，避暑中心的使用越来越普遍。在波特兰和西雅图等地方，也可以使用避暑中心，这些地方很少有家用空调，但夏天的温度可能会超过90 °F（32 °C）好几天。同样，在2018年抵达北欧斯堪的纳维亚的热浪和火灾期间，芬兰的一家超市被临时用作避暑中心。
由于各种研究预测未来会有更强烈、更频繁、更持久的热浪，许多美国的州级和联邦政府将把避暑中心纳入他们的热适应战略和預警系統的一部分。

## 組織和所有權

### 正式
通常，正式或官方的避暑中心由各种地方行为者实施和运营，例如市政当局、消防部门、县级机构和非营利组织。避暑中心通常位于市内多个地点，如公共图书馆、社区中心、老年活动中心和警察局。在热浪期间，另一个健康措施有时是延长公共海滩和游泳池的营业时间。
避暑中心提供阴凉、饮用水和卫生间；还可能提供医疗服务和社会服务转介。服务对象包括无家可归者、没有空调的人以及老年人、儿童以及患有精神残障或慢性疾病的高危人群。

### 非正式

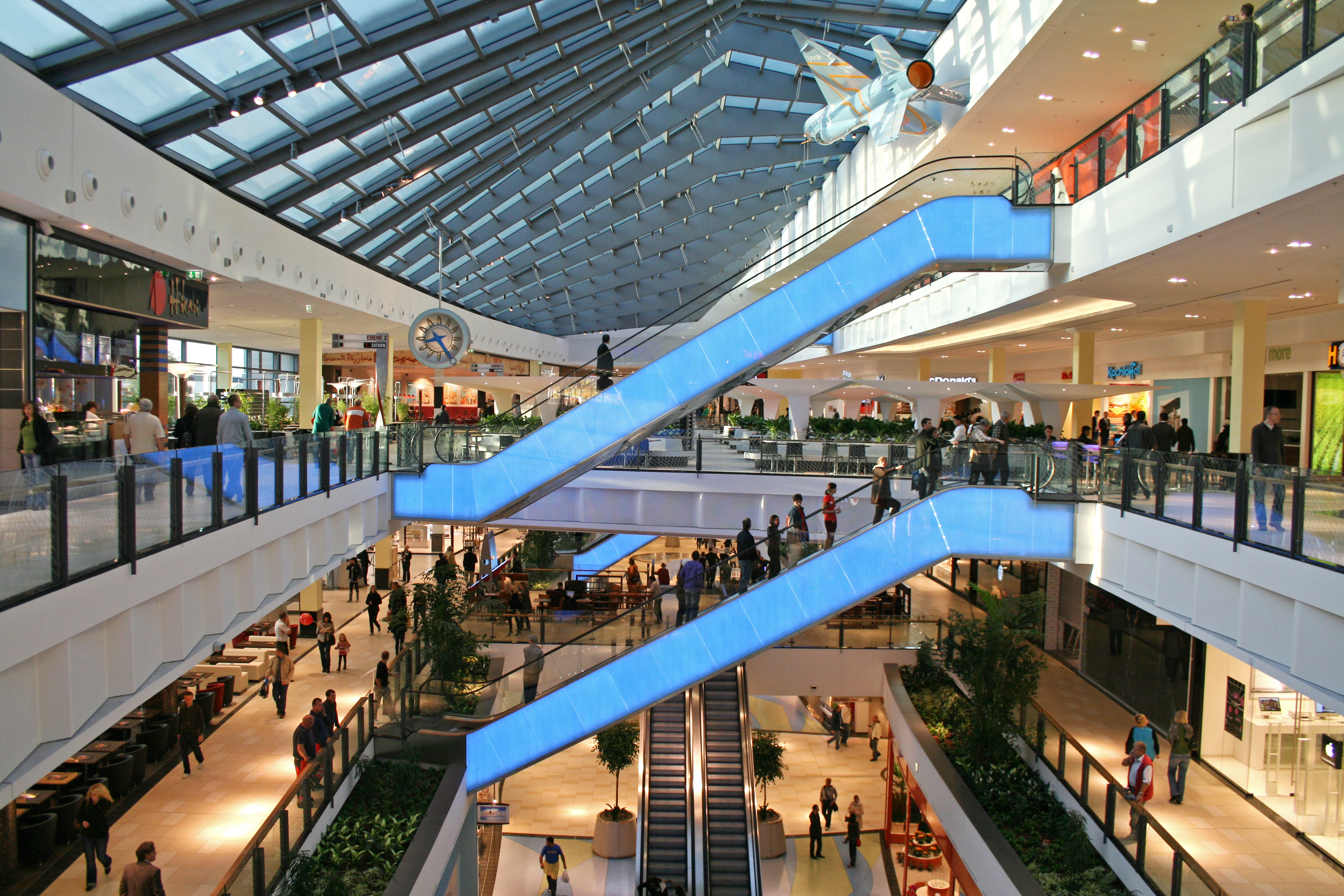
购物中心被人们用作极端高温天气下的非正式避暑中心

非正式避暑中心是指在极端高温天气期间人们使用的地方，如购物中心、市场、游泳池、娱乐中心或商业场所。加利福尼亚大学洛杉矶分校于2023年1月在线发表了一项研究，该研究发表在《应用地理学》杂志上，分析了智能手机数据，以研究正式和非正式避暑中心在洛杉矶县的使用情况。研究人员发现，总体而言，约20%的人口使用了避暑中心。在使用避暑中心的人群中，90%使用了研究中610个购物中心和其他非正式避暑中心，而只有10%使用了县级避暑中心。

### 香港
香港政府運作的臨時避暑中心由民政事務總署開放，會在酷熱天氣警告生效期間全日開放予市民避暑。在晩上十時三十分至翌晨八時，中心會供應被鋪及睡覺的地方予有需要人士。中心內有值班當值人員看守。

## 延伸閱讀
- 避寒中心（英语：Warming center）
- 社区中心
- 庇護中心
- 熱帶夜
- 熱浪
- 全球暖化